# 貝貝

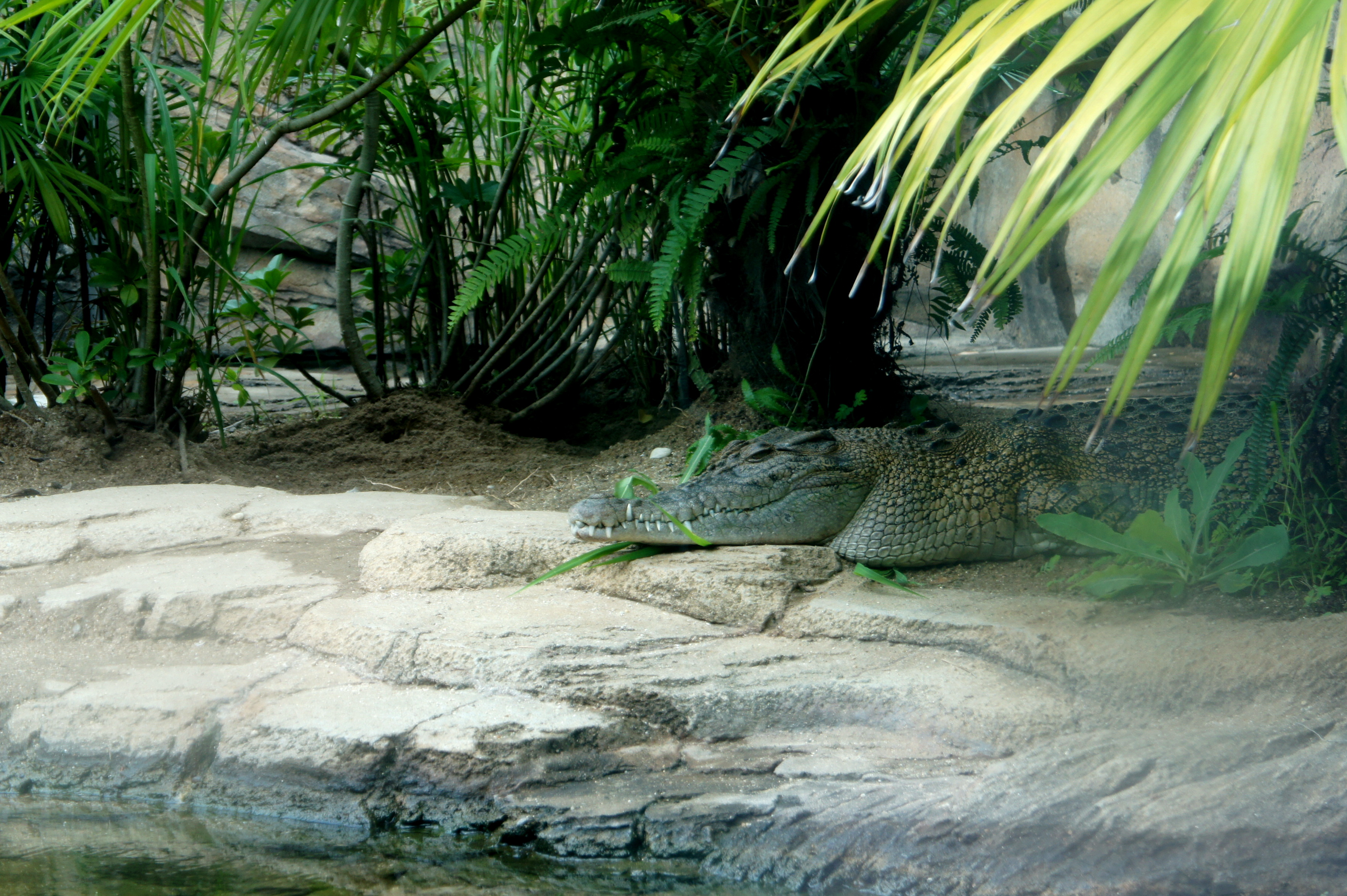
貝貝

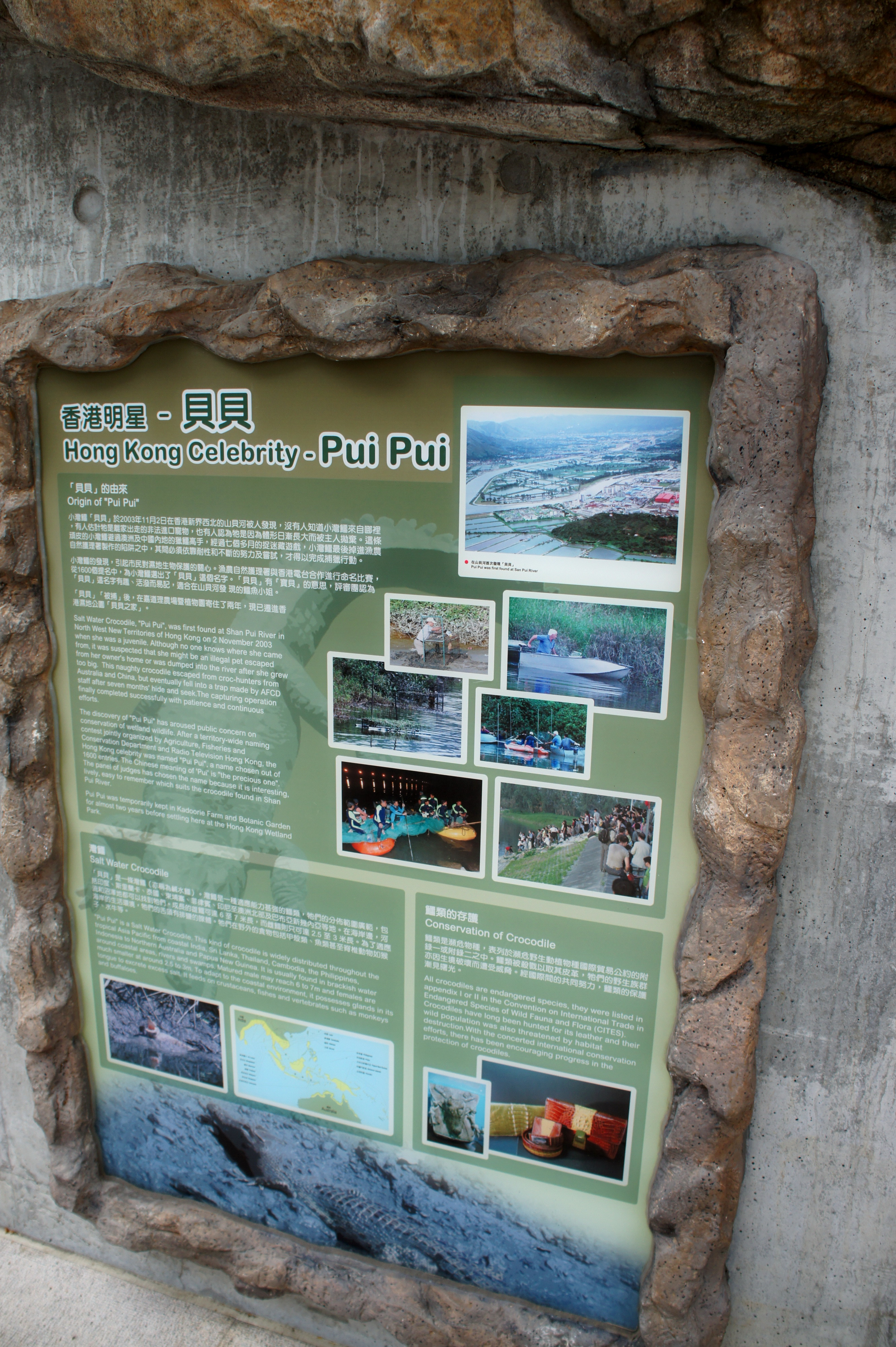
貝貝的介紹板

貝貝是香港的一條灣鱷。現時居於香港濕地公園。

## 由來
2003年11月2日發現在新界元朗山貝河有鱷魚出沒，傳媒日夜守候現場拍攝其神出鬼沒的蹤影，引起市民爭相拍攝而聲名大噪。沒有人知道小灣鱷來自哪裡，但由於香港並非小灣鱷的分佈地，有人推測牠是離家出走的非法進口寵物，也有人認為牠是因為體形日漸長大而被主人拋棄。
其後漁農自然護理署邀請澳洲生態學家約翰·利弗和中國番禺捕鱷專家何展釗等人展開捕鱷行動，周旋了幾個月，仍未能將牠擒獲。小灣鱷在被追捕其間，不但在眾目睽睽下於山貝河覓食，並大搖大擺地在漁農自然護理署所設置的捕獸籠進出，並吃掉籠裡的誘餌後安然離開捕獸籠。最後於2004年6月10日被捕獸籠捕獲，證實為雌性小灣鱷，當時其身長為1.75米（5.74尺），重量為19.5公斤（約43磅），年齡估計為4歲。灣鱷完全成長後估計約3米長。

## 影響
小灣鱷的發現，曾引起市民關注濕地動物的保護。2004年7月12日，漁農自然護理署和香港電台合辦鱷魚命名比賽，反應熱烈。8月12日，漁農自然護理署宣佈元朗小灣鱷命名為「貝貝」、英文名為「Pui Pui the crocodile」，是因為該名稱有趣活潑而容易記憶，象徵是在山貝河發現的小灣鱷，而且是香港人的「寶貝」。在此之前，首先發現該條鱷魚的南生圍陳姓女村民，半開玩笑的給牠改了個名字叫做「陳鱷鱷」。

## 現況
小灣鱷貝貝於捕獲後曾經暫居於嘉道理農場2年，2006年8月15日遷入香港濕地公園的「貝貝之家」，首先安置在內室接受觀察，現在貝貝可以在戶外水池暢泳，並與參觀濕地公園的遊客見面。其新居的戶外活動範圍達72平方米，設有園景秀麗的水池，並有紅外線暖爐、電熱板和電子磅。

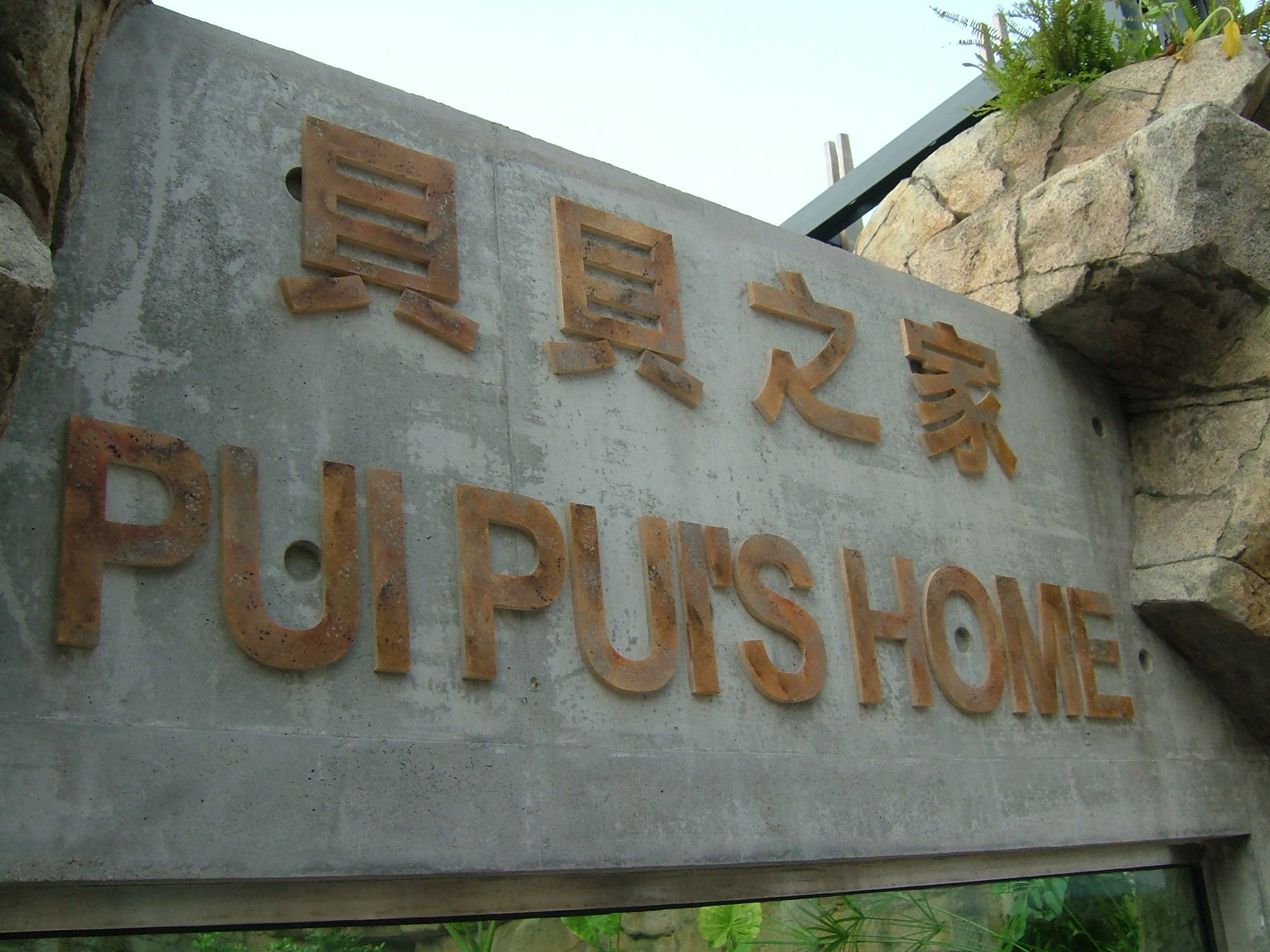
香港濕地公園內的「貝貝之家」

## 資料來源
- 《我叫貝貝小灣鱷》，載香港《明報》，2004年8月13日
- 香港濕地公園貝貝之家網頁 （页面存档备份，存于）
- 《貝貝照片集》 （页面存档备份，存于）

1. ↑  . Animal Post. 2023-04-30  [2024-08-23]. （原始内容存档于2024-08-23） （中文（香港））.